# Jeff Betancourt
Jeffrey Lawrence „Jeff“ Betancourt (* 1970) ist ein US-amerikanischer Filmeditor und Filmregisseur.

## Leben
Nachdem Jeff Betancourt seinen Schulabschluss 1989 an der Dunedin High School in Florida machte und 1996 an der Filmschool der University of Southern California graduierte, war es 1997 das Comedy-Drama Star Maps, für den er erstmals eigenverantwortlich einen Filmschnitt ausführen durfte. Es folgten Komödien wie Ran an die Braut und Harold & Kumar, sowie Horrorfilme wie Der Fluch – The Grudge und Der Exorzismus von Emily Rose, bevor Betancourt 2007 sein Langspielfilmdebüt bei dem Horrorfilm Boogeyman 2 – Wenn die Nacht Dein Feind wird gab.

## Filmografie (Auswahl)
Als Filmeditor
- 1997: Star Maps
- 1998: Billy’s Hollywood Screen Kiss
- 2000: Chuck & Buck
- 2000: The Girls’ Room
- 2001: Ran an die Braut (Get Over It)
- 2002: The Good Girl
- 2003: State of Mind (The United States of Leland)
- 2004: Harold & Kumar (Harold & Kumar Go to White Castle)
- 2004: Der Fluch – The Grudge (The Grudge)
- 2005: Der Exorzismus von Emily Rose (The Exorcism of Emily Rose)
- 2006: Der Fluch – The Grudge 2 (The Grudge 2)
- 2006: Unbekannter Anrufer (When a Stranger Calls)
- 2007: Boogeyman 2 – Wenn die Nacht Dein Feind wird (Boogeyman 2)
- 2008: Ruinen (The Ruins)
- 2009: The Unborn
- 2012: American Pie: Das Klassentreffen (American Reunion)
- 2012: Apparition – Dunkle Erscheinung (The Apparition)
- 2014: Kristy – Lauf um dein Leben (Kristy)
- 2015: Poltergeist
- 2015: Alle Farben des Lebens (About Ray)
- 2016: Crouching Tiger, Hidden Dragon: Sword of Destiny
- 2016: Get a Job
- 2018: Behold My Heart
- 2019: Io
- 2019: The Ship – Das Böse lauert unter der Oberfläche (Mary)
- 2019: Black Christmas
- 2020: Nine Days
- 2023: Fire Island
- 2023: Baghead
- 2024: Bagman